# Marianne Brull
Marianne Brull (Suiza, 1935 - Barcelona, 8 de marzo de 2023) fue una activista cultural de origen suizo establecida en España.
Marianne Brull nació en Suiza en 1935 y se convirtió en una de las figuras más importantes de la editorial Ruedo Ibérico, gestionada por refugiados políticos antifranquistas. Desde París publicó en esta editorial libros que estaban censurados por el franquismo en España. La editorial, fundada en 1961, estaba dirigida por José Martínez Guerricabeitia, casado con Marianne Brull. 
Brull entró en la editorial en 1970 y se mantuvo en ésta hasta 1982, desarrollando diversas funciones dentro de la editorial. Finalizado del franquismo, Marianne Brull trasladó su residencia al barrio de Pueblo Seco de la capital catalana, donde vivió hasta su fallecimiento en 2023.  